# 377

377(삼백칠십칠)은 376보다 크고 378보다 작은 자연수다.

## 수학
- 합성수로, 그 약수는 1, 13, 29, 377이다. 진약수의 합은 43이므로, 377은 부족수다.
  - 118번째 반소수다. 앞의 반소수는 371, 다음 반소수는 381이다.
- 14번째 피보나치 수다. 앞의 피보나치 수는 233, 다음은 610이다.
- {\displaystyle 377=4^{2}+19^{2}=11^{2}+16^{2}}
  - 서로 다른 두 자연수의 제곱합으로 나타낼 수 있는 수다.
- 피타고라스 삼조의 빗변의 길이이다.
  - {\displaystyle 135^{2}+352^{2}=377^{2}}[a]
  - {\displaystyle 152^{2}+345^{2}=377^{2}}[b]
- 13 이하의 모든 소수들의 제곱의 합이다.

(22 + 32 + 52 + 72 + 112 + 132 = 4 + 9 + 25 + 49 + 121 + 169 = 377)

## 과학
- 한국의 전기공학에서 교류파형의 각주파수 2πf (60Hz)에서의 근삿값.
- NGC 377(영어판): 고래자리 방향에 있는 나선은하.

## 교통
- 일본 377번 국도(일본어판): 도쿠시마현 나루토시에서 가가와현 간온지시까지 이어지는 일본의 국도.
- 현도 제377호선

## 군사
- U-377(영어판, 독일어판): 제2차 세계 대전에 사용된 나치 독일의 군용 잠수함.

## 문화유산
- 대한민국의 보물 제377호: 거창 양평리 석조여래입상
- 대한민국의 사적 제377호: 장성 대도리 백자 요지

## 기타
- 연도: 377년, 기원전 377년